# Cucina di Gower

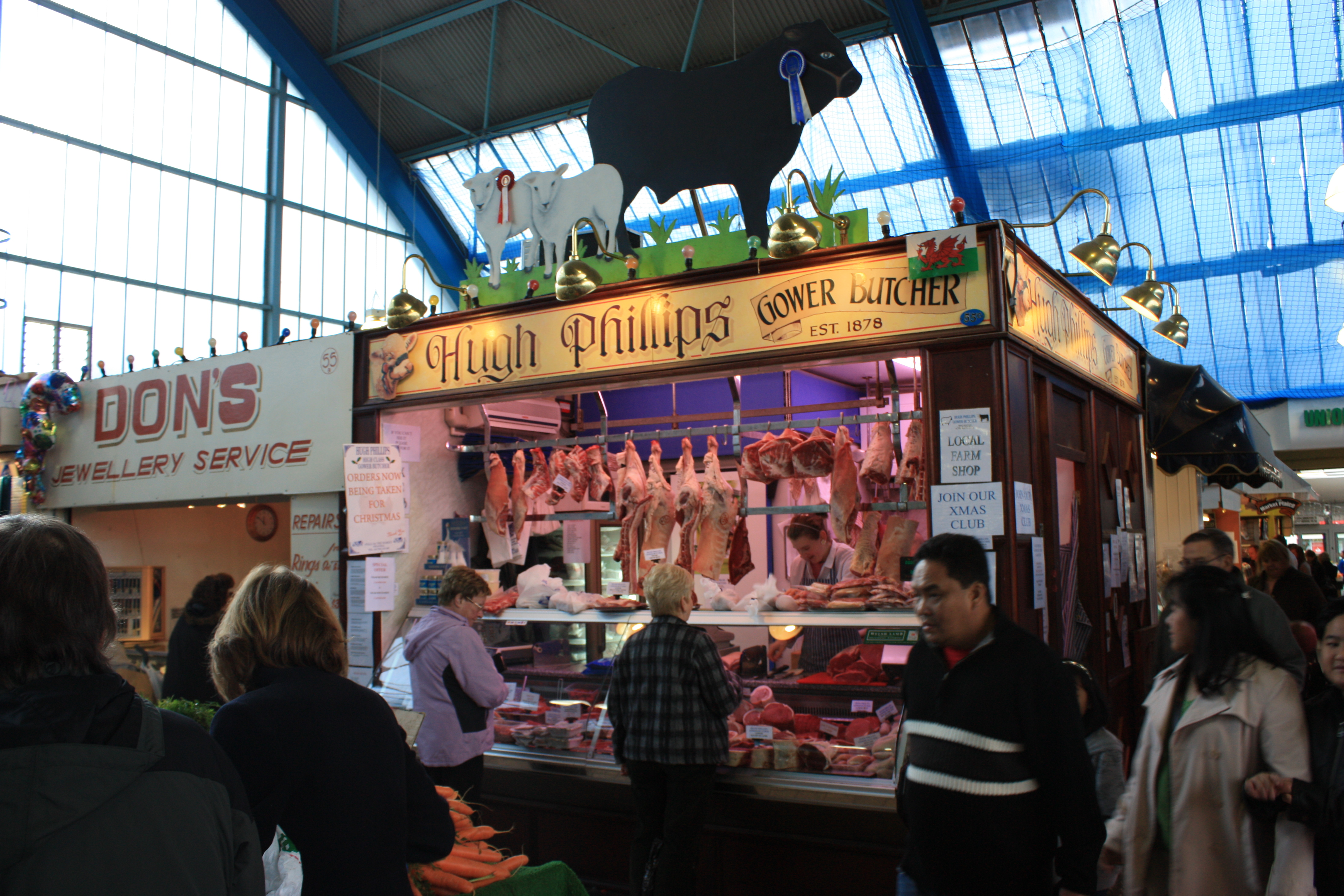
Mercato di Swanset

La cucina di Gower è la cucina espressa dalla penisola di Gower nel Galles meridionale. È basata su ingredienti coltivati e raccolti nella penisola. La cucina si basa su ingredienti freschi con ricette a base di pesce o carne. 
La penisola fu virtualmente tagliata fuori dal resto della Gran Bretagna fino al XX secolo, a causa della scarsità di strade e a nessuna connessione ferroviaria.
Gli abitanti di Gower divennero così autosufficienti dal punto di vista alimentare. Svilupparono un loro particolare dialetto inglese e delle loro tradizioni.
La popolazione della penisola è impiegata nell'agricoltura, nella pesca, servizio alle aziende agricole e tenute di campagna, nella tessitura e, a nord, nell'estrazione del carbone e del cockling.
Con l'arrivo del trasporto motorizzato diventa una zona turistica e molti residenti viaggiano fino a Swansea per lavoro.
I prodotti agricoli locali vengono così venduti nel mercato di questa città.